# 松尾聰
松尾 聰（まつお さとし、1907年〈明治40年〉9月28日 - 1997年〈平成9年〉2月5日）は、日本の日本文学者。専攻は平安時代文学。学位は、文学博士（東京大学）。学習院大学名誉教授。
東京帝国大学で池田亀鑑に師事。旧制学習院高等科の教員での教え子に三島由紀夫がいた。松尾光は、5男、日本古代史研究者で、博士（史学）の学位取得者。

## 来歴・人物
東京市赤坂区（現・東京都港区）青山生まれ。第一高等学校文科甲類、1931年(昭和6年)東京帝国大学文学部国文学科卒、同大学院（旧制）修了。卒業論文は『浜松中納言物語』の研究で、全5巻のうち欠落していた末巻を発見し、その翻刻校訂の成果を『尾上本浜松中納言物語』にまとめた。そこから平安時代散佚物語の研究へ進み、『風葉和歌集』『無名草子』などの断片的な資料を駆使して46編の物語の形態を復原する。また、『源氏物語』『枕草子』などの注釈・注解も手がけるとともに、中古語の語彙・語法を中心とした論考を発表した。
研究活動以外では、第二次世界大戦後、学習院大学国文科の創設に携わり、久松潜一・山岸徳平・麻生磯次・時枝誠記らを招聘した。また、全国大学国語国文学会・中古文学会・国文学研究資料館などの創設にも寄与した。
なお、太平洋戦争中は、妻・八洲子を茨城県土浦市に疎開させ、みずからは新宿区の職員寮や教育疎開先の蔵王温泉にいて、書簡でやりとりした。その疎開中の往復書簡などが、松尾光編『疎開・空襲・愛』（笠間書院）で刊行されている。

## 三島由紀夫との関わり
学習院高等科時代の教え子であった三島由紀夫は、松尾について次のように述懐している。
| 「                                                                      | 松尾先生には学習院で、国文法や万葉集などを教わった。実に散文的な講義で、やわらかい少年の感受性に訴えるものは一つもなく、少年の頭で考えると、全然不文学的な講義に思えた。その上、先生は点が辛く、皮肉屋でイジワルだった。そうかと云って、先生は人気がないというのではなかった。お茶坊主的教師に却って人気がなく、一部偏クツな学生は、ますます松尾先生の肩を持った。どういうわけか、先生の渾名をポンタと云った。この芸者みたいな渾名と、先生の学究的風格とは、全然合わないようでいて、どこか先生のとぼけた一面をあらわしているところが面白い。先生の逐条主義的な講義は、あとになってみると、いわゆる文学的感受性に訴える情緒的講義よりも、はるかに実になっているのがふしぎである。先生のは、古典を自分で読む力を鍛える講義だった。従ってスパルタ的で無味乾燥であるが、西欧の大学のラテン語やギリシア語の講義だって、入門の段階ではもっと無味乾燥であろうから、その段階で日本の古典が嫌いになる奴は嫌いになればいいのである。 | 」 |
| —三島由紀夫「松尾先生のこと」（松尾聰『全釈源氏物語』付録2 1959年より） | |    |

松尾は、三島事件後の回想で三島を教えがいのある生徒だったと回想している（『随筆語典あいうえおなど』より）。
同じ教え子であった三谷信宛ての三島書簡集『級友三島由紀夫』（笠間書院、1986年）を刊行した際に序文を寄せたが、夫人の平岡瑤子に出版許可を拒絶されて、直ちに絶版となった。なお、両者没後の1999年冬に、中公文庫で再刊された（三谷も翌年7月に没した）。現行版は『決定版 三島由紀夫全集 第38巻 書簡集』（新潮社）に所収。
1944年（昭和19年）に発表された短編「朝倉」は、松尾による散佚物語「朝倉」についての研究論文を基に三島が執筆した小説である。

## 学歴・職歴
- 1907年（明治40年）9月28日 - 東京青山にて出生
- 1920年（大正 9年）3月 - 東京市立青山尋常小学校卒業
- 1925年（大正14年）3月 - 東京府立第一中学校卒業[1]
- 1928年（昭和 3年）3月 - 第一高等学校文科甲類卒業[1]
- 1931年（昭和 6年）3月 - 東京帝国大学文学部国文学科卒業[1]
- 1934年（昭和 9年）3月 - 同大学院修了。同1月から法政大学予科専任講師[1]
- 1936年（昭和11年）4月 - 学習院専任講師[1]
- 1938年（昭和13年）7月 - 学習院教授（中等科）[1]
- 1941年（昭和16年）4月 - 学習院高等科兼任[1]
- 1949年（昭和24年）4月 - 学習院大学教授[1]
- 1957年（昭和32年）4月 - 『平安時代散佚物語の研究』で東京大学より文学博士の学位を取得[1]
- 1978年（昭和53年）3月 - 学習院大学定年退職[1]
- 1978年（昭和53年）4月 - 1985年（昭和3年）3月 - 二松学舎大学・大学院非常勤講師
- 1978年（昭和53年）5月 - 学習院大学名誉教授
- 1997年（平成 9年）2月5日 - 胆嚢癌のため死去。享年89

## 著作

### 単著
- 『古文解釈のための国文法入門』（研究社学生文庫）研究社 1952.1.
- 『平安時代物語の研究』 東宝書房 1955.6.→増訂版 武蔵野書院 1963.
- 『伊勢物語』弘文堂 アテネ文庫 1955.8.
- 『古文解釈――NHK放送 高等学校講座』明治書院 1956.1.
- 『源氏物語入門』 筑摩書房 1958.8.→古川書房 1986.11.
- 『万葉の秀歌』（武蔵野新書）武蔵野書院 1965.6.
- 『平安時代物語論考』〈笠間叢書〉笠間書院 1968.4.
- 『随筆語典あいうえおなど』笠間書院 1974.10.
- 『源氏物語を中心としたうつくし・おもしろし攷』笠間書院 1976.12.
- 『雑文集 久松潜一先生の御ことほか』笠間書院 1977.11.
- 『源氏物語を中心とした語意の紛れ易い中古語攷』正・続 〈笠間叢書〉笠間書院 1984.10.-1991.2.
- 『松尾聰遺稿集Ⅰ 中古語「ふびんなり」の語意』（松尾光・吉岡曠・永井和子編） 笠間書院 2001.3.
- 『松尾聰遺稿集Ⅱ 「源氏物語」不幸な女性たち』（松尾光・吉岡曠・永井和子編） 笠間書院 2001.3.
- 『松尾聰遺稿集Ⅲ 日本語遊覧〔語義百題〕』（吉岡曠・永井和子編） 笠間書院 2000.1.
- 『忘れえぬ女性 松尾聰遺稿拾遺と追憶』（松尾光編）豊文堂出版 2001.10.
- 『古文解釈のための国文法入門 改訂増補』ちくま学芸文庫 2019.9.

### 共著・編著
- 『資料国文学史』 久松潜一監修、岡田正太郎・三浦徳太郎と共著 清水書院 1953.9.
- 『国文解釈法 文法解説』 岡田正太郎と共著 明治書院 1955.7.
- 『詳解徒然草辞典』 岡田正太郎と共編 明治書院 1957.10.
- 『王朝の文学』 岡一男と共著 至文堂 1966.6.
- 『落窪物語総索引』 江口正弘と共編 明治書院 1967.11.
- 『変体平仮名演習』 笠間書院 1969.5.

### 校定・注釈など
- 『尾上本浜松中納言物語』 尾上柴舟と共編 春陽堂 1936.12.
- 『源氏物語総釈 藤袴〜藤裏葉』 楽浪書院 1937.8.
- 『全譯万葉集』第1～3(未完) 開発社 1943.4～44.10.
- 『校註土佐日記』 武蔵野書院 1943.
- 『堤中納言物語』 古典文庫 1948.3.
- 『評註源氏物語全釈 桐壺・帚木・空蝉』〈紫文学評註叢書〉紫乃故郷舎 1948.11.
- 『浜松中納言物語』 古典文庫 1949.1.
- 『土左日記 紀貫之』 鈴木知太郎と共同校注 古典文庫 1950.8.
- 『要註新抄源氏物語』 武蔵野書院 1951.3.
- 『新註伊勢物語』 武蔵野書院 1952.6.
- 『昭和校註堤中納言物語』 武蔵野書院 1952.6.
- 『新纂徒然草全釈』〈古典評釈叢書〉清水書院 1953.10.
- 『日本古典文学全集 現代語訳 堤中納言物語』 河出書房 1954.4.
- 『三條西家証本源氏物語 玉鬘・初音・胡蝶』 古典文庫 1953.8.
- 『評注源氏物語新講 桐壺～若紫』 武蔵野書院 1955.2～56.9.
- 『影印本 御物本更級日記』 武蔵野書院 1955.9.
- 『小夜衣』 古典文庫 1957.2.
- 『日本古典文学大系 落窪物語』 岩波書店 1957.8.
- 『評注 源氏物語 夕顔・若紫全釈』 武蔵野書院 1957.5.
- 『精解徒然草』 清水書院 1958.3.→『徒然草全釈』清水書院 2016
- 『源氏物語』 白楊社 1959.5.→共文社
- 『全釈源氏物語』1～6（未完） 筑摩書房 1958.3～70.9.
- 『校註源氏物語 紅葉賀・末摘花』 武蔵野書院 1960.4.
- 『評注竹取物語全釈』 武蔵野書院 1961.3.
- 『日本古典文学大系 浜松中納言物語』 岩波書店 1964.5.
- 『全釈徒然草』 福音館書店 1965.3.
- 『徒然草全釈』 清水書院 1966.7.
- 『要註新校上代・中古文芸新抄』 五味智英と共編 武蔵野書院 1957.3.
- 『源氏物語〈校注〉夕霧』 吉岡曠と共同校註 笠間書院 1966.4.
- 『校註更級日記』 笠間書院 1967.3.
- 『源氏物語 絵合・松風・薄雲』 永井和子と共同校註 笠間書院 1966.10～88.4.
- 『八代集四季巻集成』上・下 笠間書院 1967.9～69.4.
- 『八代集恋歌第二巻集成』 笠間書院 1967.4.
- 『校註徒然草』 笠間書院 1968.4.
- 『大鏡抄校注』 笠間書院 1968.4.
- 『源氏物語 宇治十帖抄』 山本史代と共同校註 笠間書院 1970.4.
- 『堤中納言物語全釈』 笠間書院 1971.1.
- 『日本古典文学全集 枕草子』 永井和子と共編 小学館 1974.4.
- 『源氏物語 椎本』 鈴木芙美子と共同校註 笠間書院 1975.5.
- 『枕草子選釈』 永井和子と共編 武蔵野書院 1977.4.→笠間書院 2008
- 『古今集・新古今集評釈』 吉岡曠と共編 清水書院 1981.6→新版2016
- 『完訳日本の古典 枕草子』 永井和子と共編 小学館 1984.7.
- 『要注新抄 王朝女流日記』 武蔵野書院 1985.6.
- 『新編日本古典文学全集 枕草子』 永井和子と共編 小学館 1997.11.
- 『日本の古典を読む 枕草子』 永井和子と共編 小学館 2007.12.

## 著作目録
- 松尾聰著述目録（『松尾聰遺稿集Ⅲ 日本語遊覧』所収、笠間書院）305P-332P